# Luis Pedro Cavanda
Luis Pedro Cavanda (* 2. Januar 1991 in Luanda) ist ein belgisch-kongolesischer Fußballspieler.

## Karriere

### Verein
Cavanda durchlief die Nachwuchsabteilung von Standard Lüttich und wechselte 2010 zum italienischen Erstligisten Lazio Rom. Sein Debüt in der Serie A gab er 29. August 2010 in der Partie gegen Sampdoria Genua. Für die Rückrunde der Saison 2010/11 lieh ihn sein Verein an FC Turin und für die Rückrunde der Saison 2011/12 an FC Bari 1908 aus.
Zur Saison 2015/16 wechselte Cavanda gegen eine Ablösesumme von 1,75 Millionen Euro in die türkische Süper Lig zu Trabzonspor.
Nach einer Spielzeit verließ Cavanda Trabzonspor und unterschrieb einen Dreijahresvertrag bei Galatasaray Istanbul, außerdem zahlte Galatasaray eine Ablösesumme in Höhe von 1,8 Millionen Euro. Zur Saison 2017/18 wurde Cavanda an Standard Lüttich verliehen. Dort kam er zu 29 Einsätzen und wurde am Ende der Saison für 2,4 Millionen Euro verpflichtet.
In der Saison 2019/20 gehörte er bei keinem Spiel zum Spieltagskader. Nach Abbruch der Saison infolge der COVID-19-Pandemie einigte er sich mit dem Verein über eine einvernehmliche Vertragsauflösung.
In der Saison 2022/23 trug er das Trikot des Schweizer Clubs Neuchâtel Xamax.

### Nationalmannschaft
Cavanda startete seine Nationalmannschaftskarriere 2010 mit einem Einsatz für die Belgische U-18-Nationalmannschaft. Nachfolgend spielte er für die belgische U-19- und U-21-Nationalmannschaft. Am 10. Oktober 2015 gab Cavanda sein Debüt für die belgische Nationalmannschaft im EM-Qualifikationsspiel gegen Andorra. Seit November 2016 stand er nicht mehr im Kader der Nationalmannschaft.

## Erfolge
- Italienischer Pokalsieger: 2013 (Lazio Rom)
- Türkischer Fußball-Supercup: 2016 (Galatasaray Istanbul)
- belgischer Pokalsieger: 2018 (Standard Lüttich)

## Persönliches
Cavanda kam als Sohn eines angolanischen Vaters und einer kongolesischen Mutter in der angolanischen Hauptstadt Luanda auf die Welt. Im Kindesalter migrierte er mit seiner Familie nach Belgien.